# Tlacuatzin insularis
Tlacuatzin insularis is een zoogdier uit de familie van de opossums (Didelphidae). De wetenschappelijke naam van de soort werd voor het eerst geldig gepubliceerd door Clinton Hart Merriam in 1908.

## Taxonomie
De soort werd tot 2018 als een synoniem van Tlacuatzin canescens canescens beschouwd, maar werd op basis van genetisch en morfometrisch onderzoek als aparte soort beschouwd.

## Voorkomen
De soort komt voor op de Maria-eilanden in Mexico.